# Jean Brajeux
Jean Brajeux, né le 25 août 1895 à Saint-Omer et mort le 29 mai 1990 à Paris, est un homme politique français.

## Distinctions
- Officier de la Légion d'honneur (1951)[réf. souhaitée]
- Croix de guerre 1914–1918
- Commandeur de l'ordre du Mérite agricole (1957)

## Détail des fonctions et des mandats
Mandat parlementaire
- 26 avril 1959 - 23 novembre 1962 : Sénateur de l'Eure